# بودو کوکس
بودو کوکس (لهستانی: Bodo Kox؛ زادهٔ ۲۲ آوریل ۱۹۷۷) بازیگر و کارگردان فیلم اهل لهستان است.
از فیلم‌ها یا مجموعه‌های تلویزیونی که وی در آن‌ها نقش داشته‌است، می‌توان به دختری از پستو، مردی با جعبهٔ جادو و ۲ ایکس‌ال اشاره نمود.